# شیر اطمینان

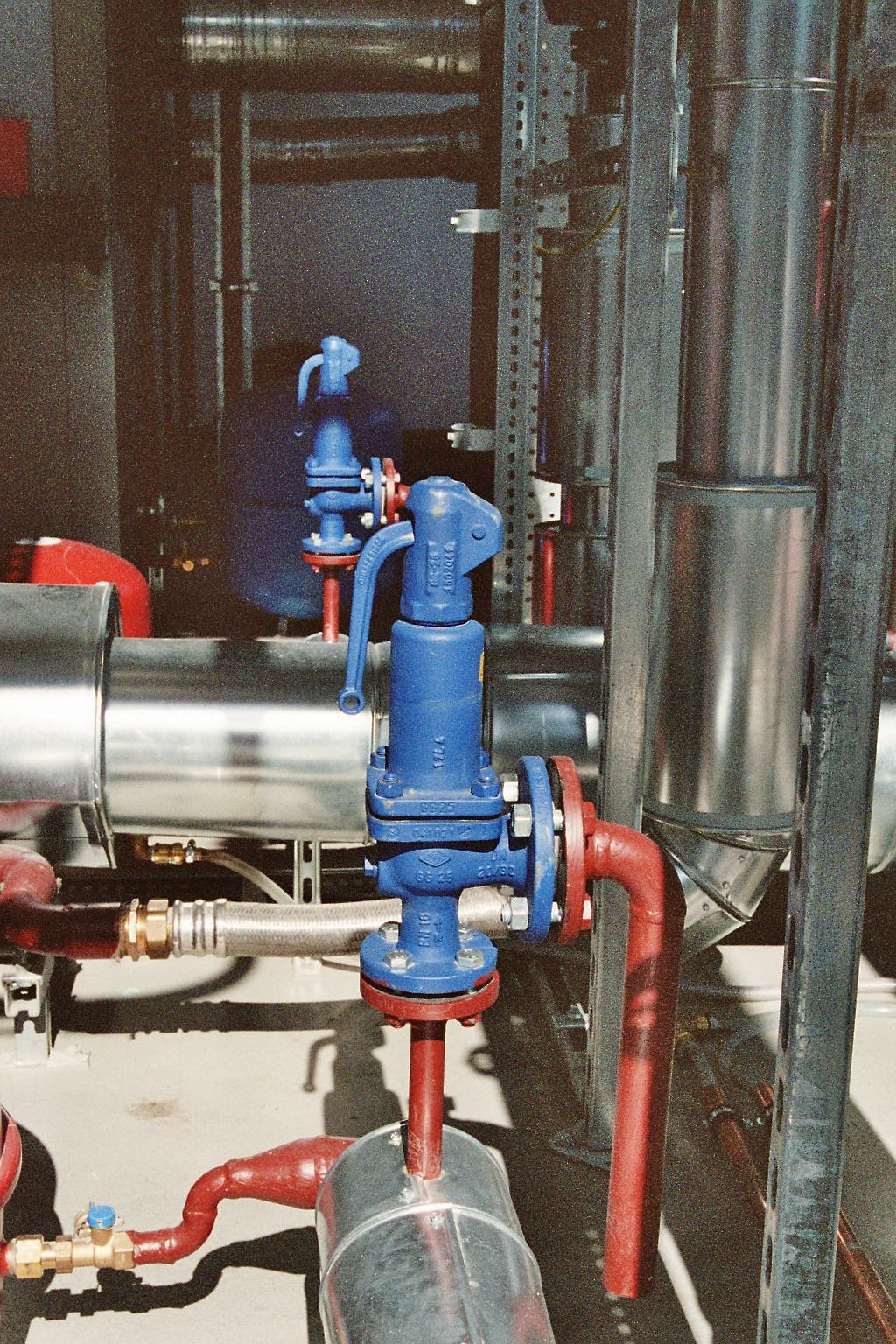
نمونه‌ای از یک شیر فشارشکن

شیر اطمینان (به انگلیسی: Relief valve) گونه‌ای از شیرهای صنعتی است که جهت تنظیم ، کاهش و ثابت نگه داشتن فشار خروجی شیر در خطوط انتقال ، شبکه و توزیع آبهای آشامیدنی و خام و دیگر صنایع حتی در صورت ایجاد نوسان در فشار ورودی مورد استفاده قرار می گیرند .
شیر های فشار شکن در دو نوع مکانیکی و پایلوت دار مورد استفاده می گیرند .
شیرهای اطمینان با عبور دادن سیال تحت فشار از یک مسیر جانبی، فشار موجود در سیستم را رها می‌کنند. این شیرها به گونه ای طراحی یا تنظیم شده اند که در یک فشار از قبل تعیین شده، عمل می‌کنند و از مخزنهای تحت فشار و سایر تجهیزات سیستم که در معرض فشار هستند، در برابر فشار بیش از حد مجاز محافظت می‌کنند.